# Osman Aqçoqraqlı

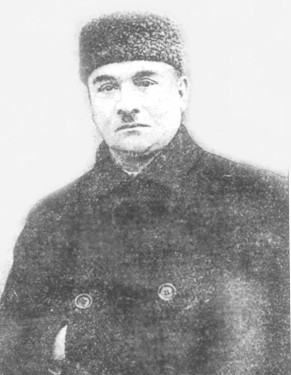
Osman Aqçoqraqlı

Osman Nuri-Asan oğlu Aqçoqraqlı (15 de janeiro de 1879 - 17 de abril de 1938), também escrito como Aqchoqraqli ou Akchokrakli, foi um escritor, jornalista, historiador, arqueólogo, etnógrafo e professor tártaro da Crimeia.

## Carreira
Aqçoqraqlı começou a sua carreira em São Petersburgo, ensinando caligrafia na Universidade Estadual de São Petersburgo. Ele também participou na decoração de mesquitas em Bakhchysarai e São Petersburgo com ornamentos e versos do Alcorão. De 1896 a 1900, também trabalhou como revisor e tipógrafo na editora do seu mentor. Aqçoqraqlı foi posteriormente encarregado de traduzir as obras literárias russas para a língua tártara da Crimeia, entre elas A Fonte de Bakhchisaray, Casamento e as fábulas de Ivan Krylov.
De 1901 a 1905, Aqçoqraqlı serviu no Exército Imperial Russo. A partir de 1906, trabalhou em vários jornais e revistas tártaros, entre eles Ulfet em São Petersburgo e Shura em Orenburg.
Como muitos outros intelectuais tártaros da Crimeia, Aqçoqraqlı inspirou-se em Ismail Gasprinsky e trabalhou na redação do Terciman de Gasprinsky duas vezes, em 1906 e de 1910 a 1916. Em Terciman, Aqçoqraqlı combinou as suas habilidades jornalísticas com o conhecimento da sua educação. Também esteve envolvido na vida local de Bakhchysarai, servindo como um dos dois diretores da sociedade de crédito múto da cidade e como tesoureiro da Sociedade da Biblioteca Bakhchysarai. De 1913 a 1916, também estudou caligrafia russa no Instituto A. Cossodo de Odessa. Mais tarde, em 1921, o Museu Ismail Gasprinsky seria estabelecido a seu pedido, na casa onde Terciman foi impresso.
Em 1917, Aqçoqraqlı foi eleito membro do Kurultai da efémera República Popular da Crimeia. Ele ensinou caligrafia turca e oriental, folclore tártaro da Crimeia e etnografia tártara da Crimeia na Universidade Nacional V. I. Vernadsky de Taurida e no Instituto Pedagógico Tártaro da Crimeia. Também lecionou ocasionalmente nas universidades de Kiev e Carcóvia. Nessa época, tornou-se amigo de Pavlo Tychyna e Ahatanhel Krymsky. Foi também secretário académico no Palácio Bakhchisaray.
Em 1923, Aqçoqraqlı foi eleito membro da Sociedade Taurida de História, Arqueologia e Etnografia. De 1930 a 1931, foi seu secretário, sendo o último a exercer essa função antes da dissolução da organização. Em 1925, juntamente com Üsein Bodaninsky, Aqçoqraqlı descobriu um manuscrito do século XVII de Jan-Muhammed na aldeia de Kapsikhor (agora Morske), uma obra então perdida, considerada uma das melhores obras da literatura tártara da Crimeia. Coletou e descreveu cerca de 400 tangas tártaros da Crimeia e estudou numerosas epígrafes na Crimeia que datam da Idade Média. Em 1926, participou do Primeiro Congresso Turcológico de Toda a União em Baku.